# 中華民國—馬利關係
中華民國與馬利共和國於1960年有短暫的官方外交關係，斷交後，目前沒有在對方首都互設具大使館功能的代表機構。對馬利的相關事務由駐法國台北代表處兼轄。

## 政治

### 外交

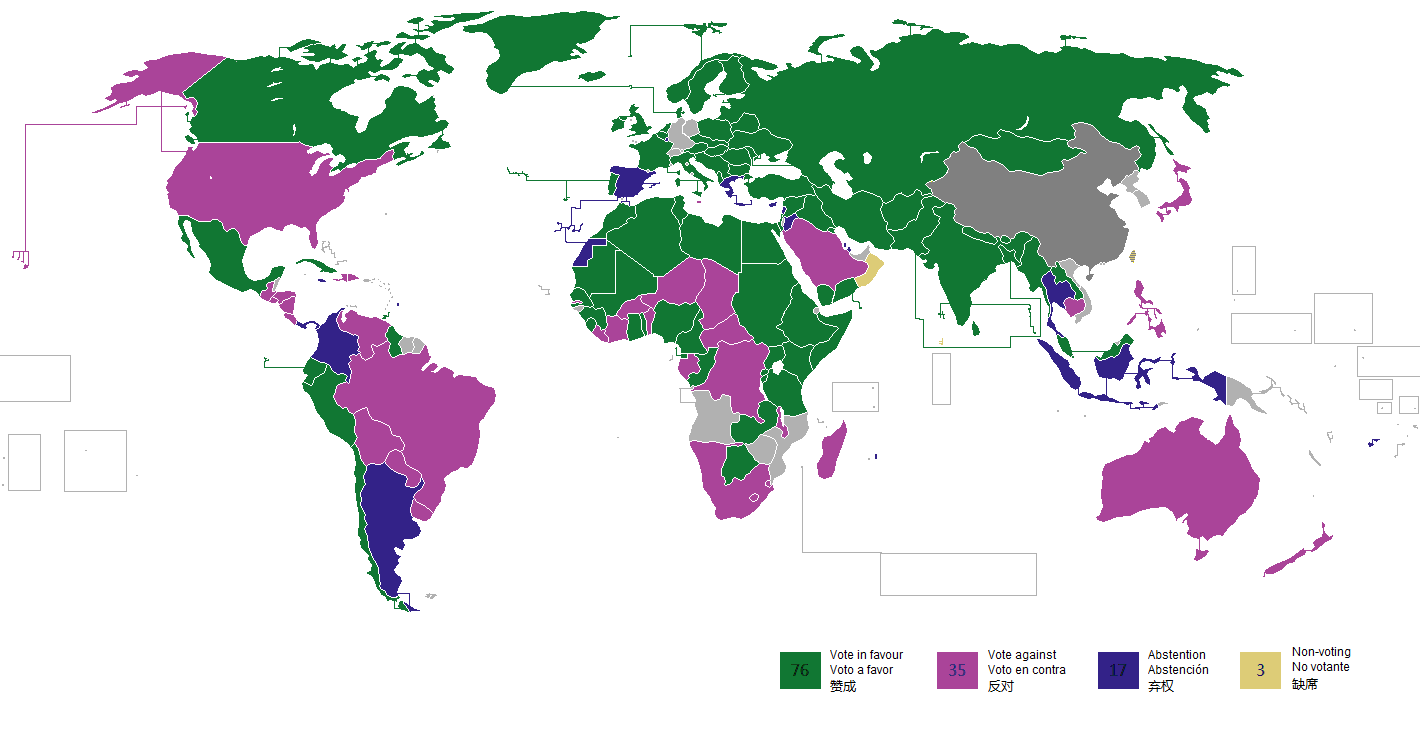
綠色國家表示在1971年的投票中反對中華民國續留聯合國，即《聯合國大會2758號決議》，其中包括馬利。

1960年6月20日，中華民國承認由法屬蘇丹以及塞內加爾組成的「馬利聯邦」，並建立大使級外交關係。於聯邦首都達卡（今塞內加爾首都）設立中華民國駐馬利聯邦大使館，但只派駐參事等級外交人員。
1960年8月20日，塞內加爾退出馬利聯邦，联邦制解體。9月22日，馬利退出法蘭西共同體成為完全獨立國家。9月23日，中華民國宣布承認兩國獨立。9月27日，中華民國駐馬利聯邦大使館改為駐塞內加爾共和國公使館，並在馬利首都巴馬科另設中華民國駐馬利共和國大使館。
1960年10月27日，馬利承认中华人民共和国，並與中華民國斷交。馬利在建交期間，未設立大使館、派駐外交官。
1971年10月25日，第26屆聯合國大會就馬利等23國所提出的「恢復中華人民共和國在聯合國的合法權利」議案進行表決。最終以76票贊成、35票反對、17票棄權的結果通過。根據《聯合國憲章》和聯合國大會議事規則，提案通過即成為正式決議，是為《聯合國大會2758號決議》。中華民國、馬爾地夫、阿曼等3國未投票。代表中國正統的中華民國政府，以外交部長周書楷為代表，在表決之前數小時，於大會上主動宣布退出聯合國。日後，中華民國政府將此決議稱為「排我納匪案」。
1986年12月5日，簽署《中（華民）國臺灣與馬利（共和國）間國際快捷郵件服務協定》。

#### 中華民國駐馬利聯邦／馬利共和國大使（1960年）
| 姓名   | 任命          | 到任          | 免職           | 外交衔级 | 外交職務 | 駐在地                  | 備註               |
| ------ | ------------- | ------------- | -------------- | -------- | -------- | ----------------------- | ------------------ |
| 陈厚儒 | 1960年6月21日 | 1960年7月9日  | 1960年9月27日  | 参事     | 臨時代辦 | 駐馬利聯邦 駐馬利共和國 | 轉任駐塞內加爾參事 |
| 芮正皋 | 1960年9月27日 | 1960年9月27日 | 1960年10月22日 | 参事     | 臨時代辦 | 駐馬利共和國            |                    |

## 經濟

### 貿易
| 年分 | 貿易總額  | 貿易總額 | 貿易總額 | 出口至馬利 | 出口至馬利 | 出口至馬利 | 自馬利進口 | 自馬利進口 | 自馬利進口 | 順逆差  |
| 年分 | 金額      | 年增減   | 排名     | 金額       | 年增減     | 排名       | 金額       | 年增減     | 排名       | 順逆差  |
| ---- | --------- | -------- | -------- | ---------- | ---------- | ---------- | ---------- | ---------- | ---------- | ------- |
| 2017 | 5,422,516 | ▲63.4%   | 162      | 520,415    | ▼21.9%     | 189        | 4,902,101  | ▲84.8%     | 124        | 逆差▲   |
| 2018 | 1,955,066 | ▼63.9%   | 175      | 974,274    | ▲87.2%     | 177        | 980,792    | ▼80.0%     | 152        | 逆差▼   |
| 2019 | 2,498,537 | ▲27.8%   | 176      | 1,677,532  | ▲72.2%     | 167        | 821,005    | ▼16.3%     | 158        | 順差 -- |
| 2020 | 1,314,633 | ▼47.4%   | 183      | 1,137,573  | ▼32.2%     | 172        | 177,060    | ▼78.4%     | 175        | 順差▲   |
| 2021 | 840,955   | ▼36.0%   | 193      | 729,756    | ▼35.9%     | 179        | 111,199    | ▼37.2%     | 187        | 順差▼   |
| 2022 | 246,878   | ▼70.6%   | 208      | 230,597    | ▼68.4%     | 201        | 16,281     | ▼85.4%     | 200        | 順差▼   |
| 2023 | 303,627   | ▲23.0%   | 205      | 297,103    | ▲28.8%     | 194        | 6,524      | ▼59.9%     | 206        | 順差▲   |
| 2024 | 523,039   | ▲72.3%   | 200      | 508,819    | ▲71.3%     | 186        | 14,220     | ▲118.0%    | 204        | 順差▲   |

2023年的兩國貿易項目如下：
出口至馬利的前10大項目為：種植用種子、果实與孢子；整形用具、夾護板與其他接骨用具、助聽器與其他配帶用具或植入體內之其他用具；碟片、磁带、固態非揮發性儲存裝置、智慧卡與其他錄音或錄製之媒體；非供零售用之合成纖維棉紗；無線電廣播或电视之傳輸器具、攝影機、数码相机；手用扳手與扳鉗、有無把手之可互換扳手套筒；特殊物品，含出口未超過5萬新臺幣之小額報單與其他零星物品；電話機（包括智能手机），以及其他傳輸或接收聲音、圖像之有線或无线网络通訊器具；機器之輔助機械、機器之零件與附件；錄放影器具等。
自馬利進口的項目為：特殊物品，含進口未超過5萬新臺幣之小額報單與其他零星物品；自動資料處理機及其附屬單元、磁性或光學閱讀機；碟片、磁带、固態非揮發性儲存裝置、智慧卡與其他錄音或錄製之媒體；箱盒袋類容器；特定用途機器之零件與附件等。

## 簽證

持中華民國護照的中華民國國民簽證要求分布圖：入境馬利需要簽證。

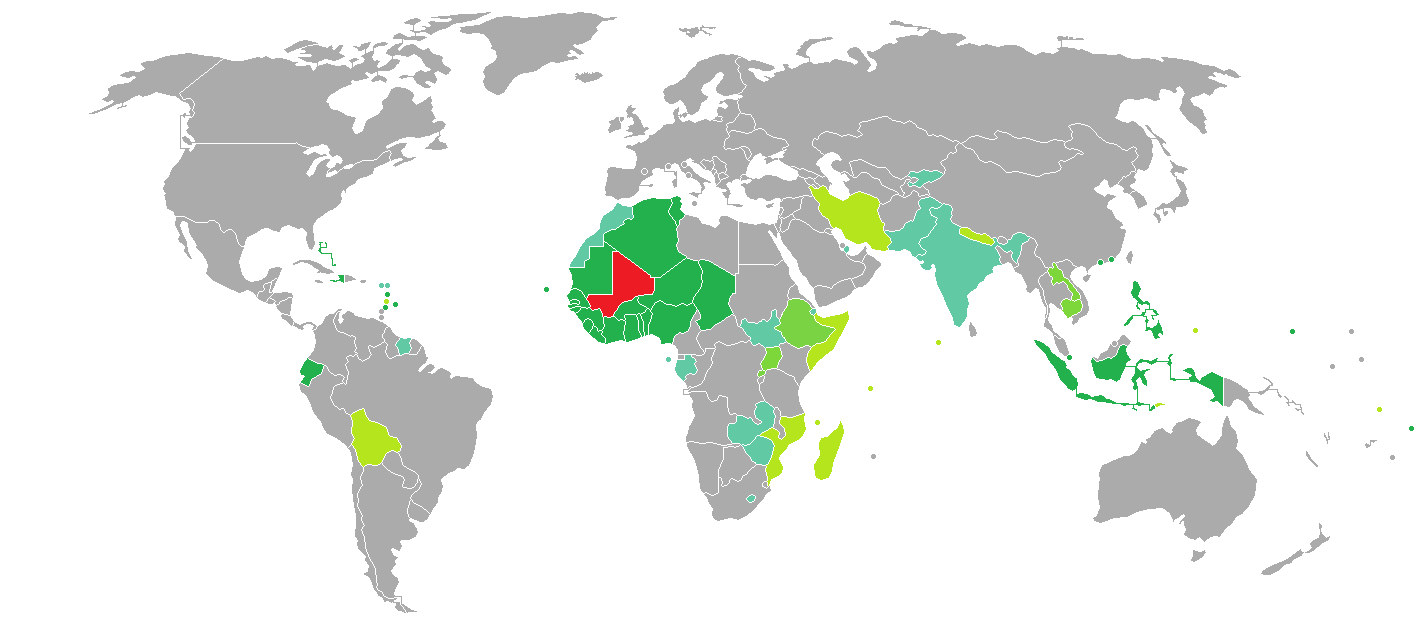
持馬利護照的馬利國民簽證要求分布圖：入境中華民國需要簽證。

兩國國民皆須申請簽證方可入境對方國家。持中華民國護照的中華民國國民可前往馬利駐外機構申請簽證，入境須出示國際疫苗接種證明（黃皮書）。經馬利轉機需事先確認過境簽證。
持馬利護照的馬利國民抵台參加由中央政府機關主辦、協辦或贊助之國際會議、運動賽事、商展或其他活動，可以電子簽證入境中華民國，停留最多30天並不得延期。

## 交通

### 航空

#### 客運
兩國無直航班機，可經由（不計航點遠近，截至2023年6月29日）：
- 臺北→伊斯坦堡、巴黎，再轉機前往馬利的巴馬科國際機場。

### 駕車
持有中華民國國際駕駛執照或申請馬利駕駛執照，並投保車險，可在馬利駕車。

## 外部連結
- 中華民國外交部－馬利共和國簡介 （页面存档备份，存于）
- 駐法國台北代表處
- 外交部領事事務局－國外旅遊警示分級表
- 中華民國衛生福利部－國際旅遊疫情建議等級
- 中華民國國際經濟合作協會 （页面存档备份，存于）